# Ghoulies III: Ghoulies Go to College
Ghoulies III: Ghoulies Go to College es una película estadounidense, comedia de terror dirigida por el artista de efectos especiales John Carl Buechler, también diseñador de las criaturas. Es una de las cuatro entregas de una serie de películas de terror de bajo presupuesto, iniciada con  Ghoulies (1985), proseguida con Ghoulies II (1988) y finalizada con Ghoulies IV (1994). Se estrenó en vídeo en Estados Unidos el 18 de septiembre de 1991.
Kevin McCarthy (Piraña) interpretó al profesor Ragnar, Eva LaRue es la actriz principal, Jason Scott Lee es un miembro de una fraternidad y la Playmate Hope Marie Carlton es una de las chicas de la sororidad. Un joven Matthew Lillard, acreditado como Matthew Lynn, hizo su debut en el cine interpretando el pequeño papel de Stork. El especialista y actor Kane Hodder (Jason en varias películas de la serie Friday the 13th) también interpretó un papel secundario.

## Argumento
El siniestro profesor Ragnar (Kevin McCarthy) utiliza el poder que le proporciona un álbum de cómics  para invocar a los Ghoulies, las tres criaturas hacen su aparición en el campus y comienzan a sembrar el terror entre los estudiantes, Skip Carter (Evan MacKenzie) y su novia (Eva LaRue) averiguan quien es el responsable de lo que sucede.

## Reparto
| Intérprete           | Personaje                 | Notas              |
| Kevin McCarthy       | Profesor Ragnar           |                    |
| Evan MacKenzie       | Skip Carter               |                    |
| Eva LaRue            | Erin Riddle               | Como Eva La Rue    |
| John R. Johnston     | Jeremy Heilman            | Como John Johnston |
| Patrick Labyorteaux  | Mookey                    |                    |
| Billy Morrissette    | Wes                       |                    |
| Hope Marie Carlton   | Veronica                  |                    |
| Andrew Barach        | Harley                    |                    |
| Jason Scott Lee      | Kyle                      |                    |
| Griffin O'Neal       | Blane                     |                    |
| Marcia Wallace       | Miss Boggs                |                    |
| Stephen Lee          | Barcus                    |                    |
| Dan Shor             | Profesor                  |                    |
| Sherrie Wills        | Buffy                     |                    |
| Patrick Michael Ryan | Bud                       | Como Patrick Ryan  |
| Thom Adcox-Hernandez | Pixel                     | Como Thom Adcox    |
| Matthew Lillard      | Stork                     | Como Matthew Lynn  |
| Kathy Benson         | Chica                     |                    |
| Nicole Picard        | Chica en la fiesta        |                    |
| Sandy Maschmeyer     | Beauty                    |                    |
| Bob Bergen           | Rat Ghoulie               | Voz                |
| Patrick Pinney       | Fish Ghoulie              | Voz                |
| Richard Kind         | Cat Ghoulie               | Voz                |
| Kane Hodder          | Man in Rolling Mop Bucket | Sin acreditar      |
| Barbara Anne Klein   | Bench Girl                | Sin acreditar      |
| Frederick Long       | Lecher                    | Sin acreditar      |